# 振动器
振动器是一种能产生振动的机械装置。多半是用传动轴上有偏心負載的电动机產生。
有许多不同类型的振动器。通常它们是大型产品的组成部分，如智能手机、傳呼機、按摩棒以及游戏控制器。

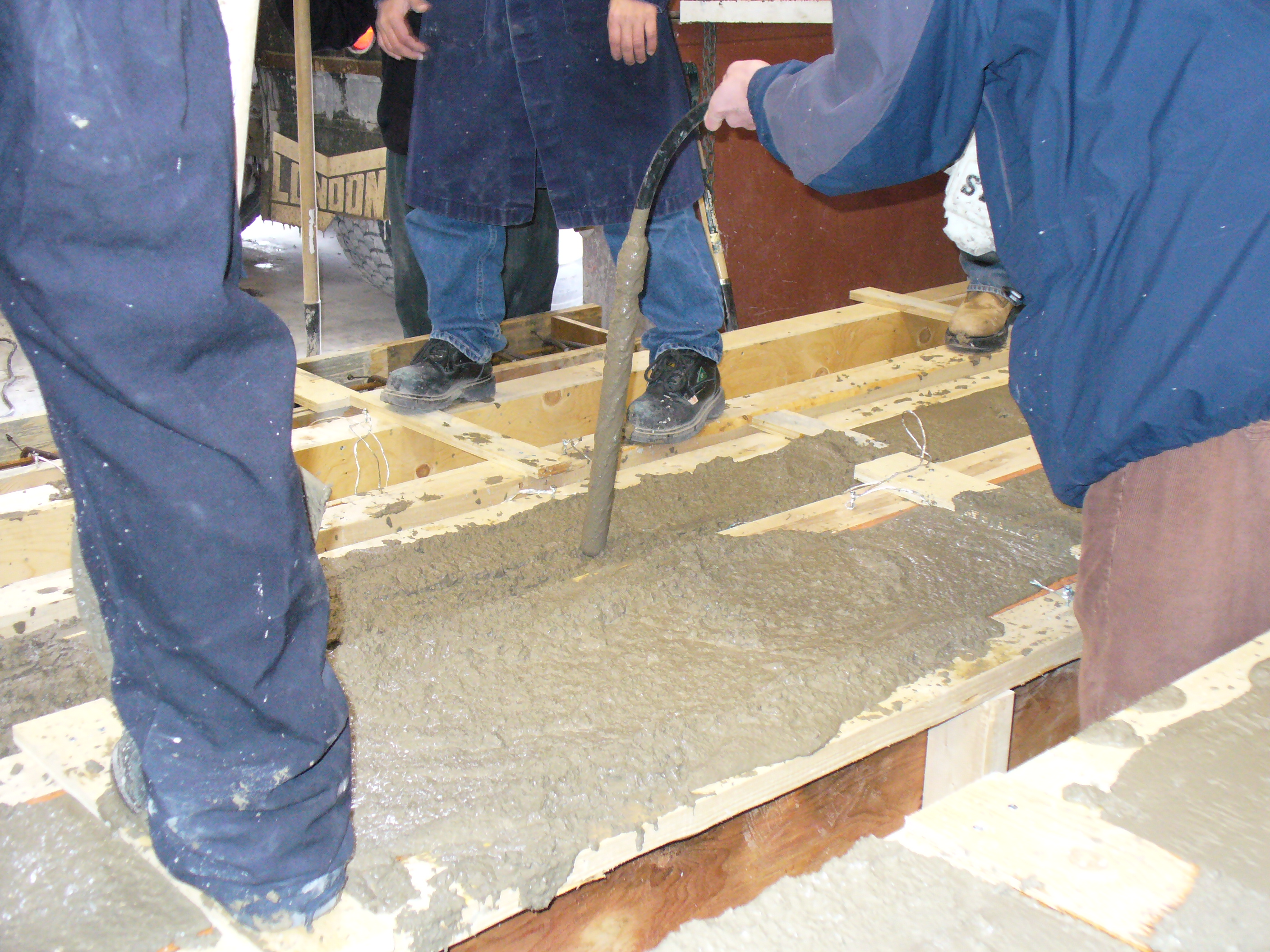
A handheld concrete vibrator consolidates fresh concrete in a wooden form for a concrete beam.